# Valeria Cimoli
Valeria Cimoli (née le 8 janvier 1986 à Massa, chef-lieu de la province de Massa et Carrare en Toscane) est une joueuse italienne de volley-ball. Elle mesure 1,82 m et joue au poste de passeuse.

## Clubs
| Club                        | Pays   | De        | À         |
| --------------------------- | ------ | --------- | --------- |
| Club Italia                 | Italie | 2001-2002 | 2001-2002 |
| Donoratico                  | Italie | 2002-2003 | 2002-2003 |
| Team Volley Imola           | Italie | 2003-2004 | 2003-2004 |
| Pieralisi Jesi              | Italie | 2004-2005 | 2004-2005 |
| Monte Schiavo Jesi          | Italie | 2005-2006 | 2005-2006 |
| Azzurra Volley San Casciano | Italie | 2006-2007 | 2006-2007 |
| Tena Santeramo              | Italie | 2007-2008 | 2007-2008 |
| River Volley Piacenza       | Italie | 2008-2009 | 2008-2009 |
| Sabaudia Pallavolo          | Italie | 2009-2010 | 2011-2012 |
| Robur Volley Stream         | Italie | 2012-2013 | 2012-2013 |
| Futura Terracina            | Italie | 2013-2014 | …         |